# USS United States (CVA-58)
«Юнайтед Стейтс» (англ. United States) — післявоєнний проєкт принципово нового американського авіаносця, здатного нести бомбардувальники, озброєні ядерною зброєю.

## Передумови
Перемогу США у війні з Японією принесли авіаносці. Завдяки своїй мобільності та маневреності, бойовій стійкості, значній автономності, широкому діапазону засобів ураження, розвідки та зв'язку, здатності завдавати масованих ударів в районах, недоступних для інших сил флоту, вони стали головною ударною силою ВМС США.
У вересні 1945 року до складу американського флоту входили 77 авіаносців: 17 типу «Ессекс», важкі авіаносці «Саратога» та «Ентерпрайз», 9 легких авіаносців «Індепенденс» та 49 ескортних авіаносців. Будувались 38 авіаносців: 3 надважких типу «Мідвей», 9 важких типу «Ессекс», 2 легких типу «Сайпан» та 24 ескортні авіаносці.
У зв'язку з закінченням бойових дій було припинене будівництво 3 авіаносців типу «Ессекс» та 16 ескортних авіаносців. У 1945–1947 роках вступили у стрій 3 авіаносці типу «Мідвей», 6 авіаносців типу «Ессекс», 2 легких авіаносці типу «Сайпан», а також 8 ескортних авіаносців.
Проте досить неприємним сюрпризом для адміралів виявився стрімкий прогрес в галузі реактивної авіації. Вже у 1947 році 14 авіаносців типу «Ессекс» довелось вивести в резерв та поставити на консервацію як морально застарілі. Одночасно постало питання про модернізацію авіаносців типу «Мідвей».

## Історія

### Конструкція
У 1946–1947 роках в конструкторському бюро Генеральної ради флоту був розроблений проєкт нового авіаносця, призначеного для базування реактивних літаків. Стандартна водотоннажність нового корабля, який отримав назву «Юнайтед Стейтс», мала становити 66 500 тонн, повна — 83 250 тонн.
Авіаносець був призначений для розміщення важких стратегічних бомбардувальників ВМС США (масою 25-45 тонн) та винищувачів їх супроводу. Політна палуба повинна була бути достатньо великою, щоб літаки могли розміщуватись на ній, здійснювати зліт та посадку. В результаті був вибраний варіант броньованої та повністю гладкої палуби з чотирма катапультами: двома в носовій частині та по одній з правого та лівого бортів в середній частині корабля в напрямку від його осьової лінії, що забезпечувало вільний простір перед злітаючими літаками. Планувалось, що це буде перший з часів «Ленглі» великий американський авіаносець, що не має навігаційного містка на палубі. На кораблі повинні були бути встановлені чотири бортових літакопідйомники (один з лівого борту, два з правого і один на кормі). Запас авіаційного палива мав становити 1 892 700 літрів, авіаційних засобів ураження — 2 000 тонн.
Всього планувалось побудувати чотири авіаносці даного типу, на останніх планувалось встановити ядерні енергетичні установки. На них не планувалось розміщувати великих радіоелектронних комплексів, так як очікувалось, що ці задачі будуть покладені на кораблі супроводу.
Конгрес асигнував на будівництво цього надважкого авіаносця з двома кутовими палубами 218 млн доларів, і 18 квітня 1949 року його заклали на верфі ВМС США Ньюпорт Ньюс.

### Політичні перипетії
Проте у зв'язку з величезною вартістю нового корабля серед вищого військово-політичного керівництва США вибухнув гострий конфлікт, який увійшов в історію як «битва на Потомаку» (за назвою ріки, на берегах якої знаходиться Вашингтон). Командування ВПС США стверджувало, що стратегічні бомбардувальники здатні більш ефективно вирішувати задачі, покладені на палубну авіацію. До того ж на той час вони були єдиним засобом доставки ядерних бомб. Тому генерали-авіатори вимагали передати кошти, виділені для будівництва нового авіаносця, на будівництво стратегічних бомбардувальників B-36. Адмірали ж запекло опирались цим вимогам.
Міністр оборони Джонсон провів нараду зі всіма членами Об'єднаного комітету начальників штабів. За будівництво авіаносця висловився тільки начальник штабу ВМС США адмірал Льюїс Денфелд. Начальник штабу ВПС Хойт Ванденберг, начальник штабу армії Омар Бредлі та генерал Дуайт Ейзенхауер виступили проти, мотивуючи це тим, що:
- флот не повинен дублювати функції ВПС;
- ВМС США має величезну перевагу над радянським флотом;
- флотські бомбардувальники мають занадто малий радіус дії для бомбардування ключових об'єктів на території СРСР;
- вартість авіаносця перевищить заявлені 189 млн доларів і скоріш за все досягне 500 млн доларів, не враховуючи витрати на кораблі супроводу.

В результаті 23 квітня 1949 року (через 5 днів після початку будівництва) з дозволу президента Гаррі Трумена та без консультацій з міністром ВМС Джоном Салівеном та начальником штабу ВМФ Льюїсом Джонсоном ухвалив рішення про припинення будівництва «Юнайтед Стейтс».
Після цього рішення морський міністр Джон Саллівен подав у відставку. ВМФ розпочав пропагандистську кампанію проти міжконтинентального бомбардувальника B-36. За твердженнями представників флоту, палубний перехоплювач F4U-5 «Корсар» та винищувач F2H «Бенші» мали більшу швидкість, стелю та швидкопідйомність, ніж B-36. Припускаючи, що перспективні радянську перехоплювачі мали аналогічні характеристики, B-36 міг бути занадто вразливим для ППО противника.
Крапка в цих суперечках була поставлена під час слухань в Конгресі влітку 1949 року. Перед флотом ставились завдання доставки авіації в недоступні для ВПС точки земної кулі та боротьби з підводними човнами противника. Припинення будівництва «Юнайтед Стейтс» на користь B-36 було остаточно схвалене.